# 범블풋
범블풋(Bumblefoot, 1969년 9월 25일 ~ )은 미국의 기타리스트로, 건즈 앤 로지스의 일원으로 활동하고 있다.